# 莱涅尔·多明格斯
莱涅尔·多明格斯（Leinier Domínguez，1983年9月23日—），古巴国际象棋棋手、特级大师。
多明格斯曾于2002年、2003年、2006年、2012年、2016年五度获得古巴国际象棋全国冠军。2008年，他在阿拉木图举行的第四届世界国际象棋超快棋锦标赛中，以8胜7和积11.5的不败战绩获得冠军头衔。